# Aviofobie

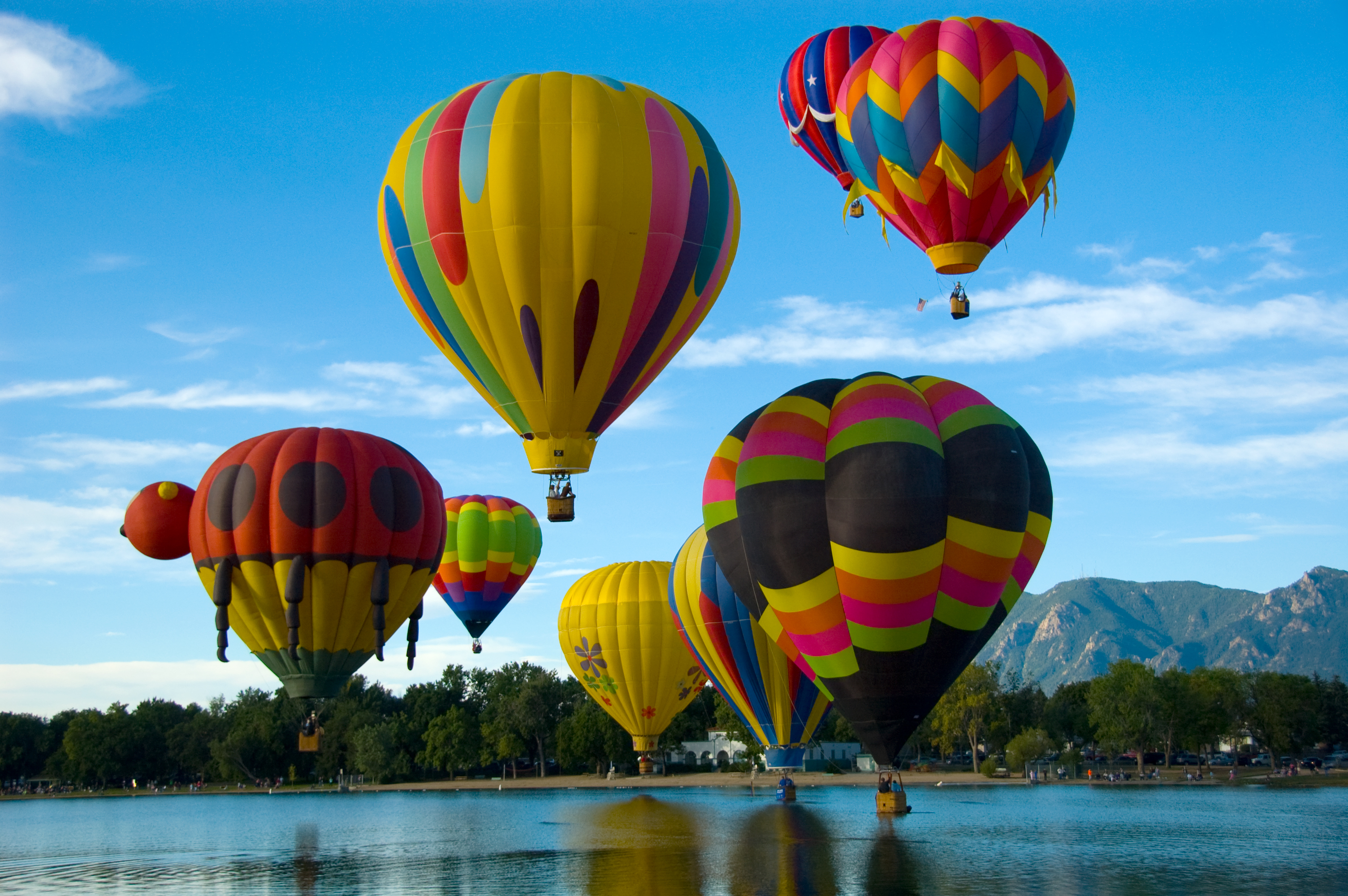
Horkovzdušné balóny

Aviofobie (z francouzského avion – letadlo a starořeckého fobos – strach) je chorobný a nekontrolovatelný strach z létání jakýmkoliv letuschopným prostředkem. Lidé trpící touto fobií nejsou prakticky schopni cestovat letadlem; na jeho palubě mohou začít panikařit a zároveň tak v afektu ublížit sobě nebo ostatním cestujícím. Aviofobie je poměrně častá porucha a postihuje zhruba 2,5 až 5,5 % světové populace a odhaduje se, že 33 až 40 % pasažérů pociťuje před odletem úzkost. Během letu toto číslo stoupá k 60 %. Aviofobie bývá často zaměňována s aerofobií, pod kterou se rozumí taktéž strach z létání, ale také strach z proudícího vzduchu nebo průvanu.

## Příznaky

#### Vyhýbání se letu
I zdraví lidé se mohou běžně letu bát, ale pokud je to nutné, rozhodnout se letět. Lidé trpící těžkou aviofobií však za žádných okolností nebudou s letem souhlasit a raději zvolí alternativní dopravu jako je železnice, auto nebo loď, navzdory tomu, jak je cesta naléhavá.

#### Obsedantní obavy
Tyto příznaky lze rozpoznat ještě před zahájením letu. Osoby s aviofobií totiž již několik dní před odletem může trápit zvýšená nespavost a nesnesitelná úzkost, doprovází je taktéž vtíravé myšlenky spojené s leteckou havárií nebo jinou nehodou během letu. Může mít představu, že během letu dostane např. infarkt a na palubě letadla se mu nedostane adekvátní lékařské péče. Mnohdy také nepřetržitě vyhledávají informace v médiích o haváriích letadla atp. Během letu je zpravidla postihuje nepříjemná představa o havárii a nejúzkostlivější okamžikem se jeví samotný vzlet letadla a ne zcela běžné situace jako špatné počasí nebo turbulence během letu.

#### Psychosomatické příznaky
Během letu jsou lidé trpící aviofobií v neustálém napětí; mají pocit „knedlíku“ v krku, doprovází je zvýšená srdeční frekvence, zrychlené dýchání, pocení, taktéž neustále pozorují posádku a často odbíhají na toaletu. Tento stav se postupně zvyšuje a může vést k záchvatu paniky. Někteří lidé doporučují před letem požít alkohol s tím, že strach z létání potlačí, nicméně tato „rada“ je pravým opakem. Alkohol požitý ve větší výšce působí kvůli nižšímu zásobování kyslíkem silněji než na zemi, a proto dochází rychlému opíjení, které často vede k prudkému nárůstu agresivity a ještě vyšší úzkosti během letu.

## Příčiny
Aviofobie může být samostatnou fobií, ale i nemusí. V některých případech totiž aviofobie není primární chorobou, ale jen projevem jiných fobií jako např. klaustrofobie nebo akrofobie. Pokud je však diagnostikována jako samostatná porucha, potom se jako hlavní příčina jeví samotná představivost aviofoba, která je zkreslena sledováním katastrofických filmů nebo mediálních zpráv o haváriích letadel, a to i přesto, že podle statistik je letadlo nejbezpečnějším způsobem dopravy. Z 48 milionů letů, které se ročně uskuteční, havaruje 5 až 10, což představuje 0,000010 až 0,000021 % ze všech letů za rok.

## Léčba
Léčbu aviofobie si postižený jedinec vybírá individuálně. Pro tuto fobii neexistuje univerzální léčba ani technika, nicméně se doporučuje, aby byla prováděna psychoterapeutem nebo psychiatrem, s jejichž pomocí je možné zvýšenou úzkost odstranit. V některých případech stačí jasné pochopení toho, co se děje na palubě. Některé aerolinie, včetně Českých aerolinií, totiž organizují profesionální kurzy, kde pasažéři stráví v průměru sedm hodin. Součástí kurzů jsou i lekce v letovém simulátoru, který je kopií skutečného letadla v plné velikosti, kde si může daná osoba nacvičit relaxační techniky.